# Brachyhesma storeyi
Brachyhesma storeyi är en biart som beskrevs av Exley 1977. Brachyhesma storeyi ingår i släktet Brachyhesma och familjen korttungebin. Inga underarter finns listade.

## Bildgalleri

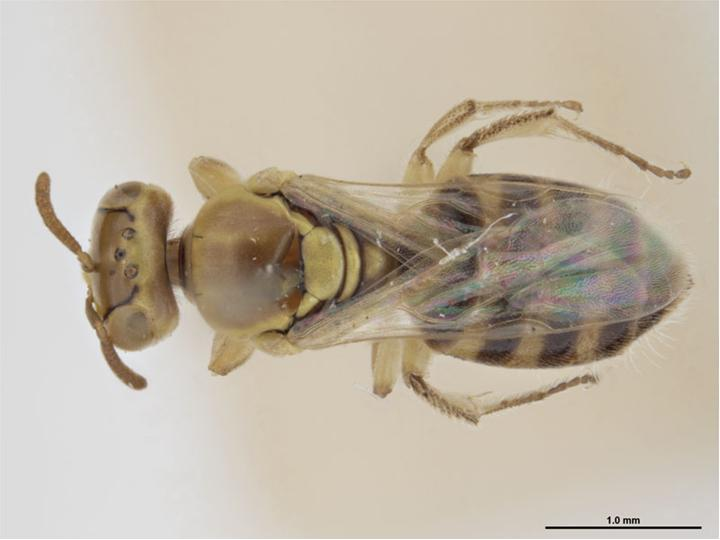
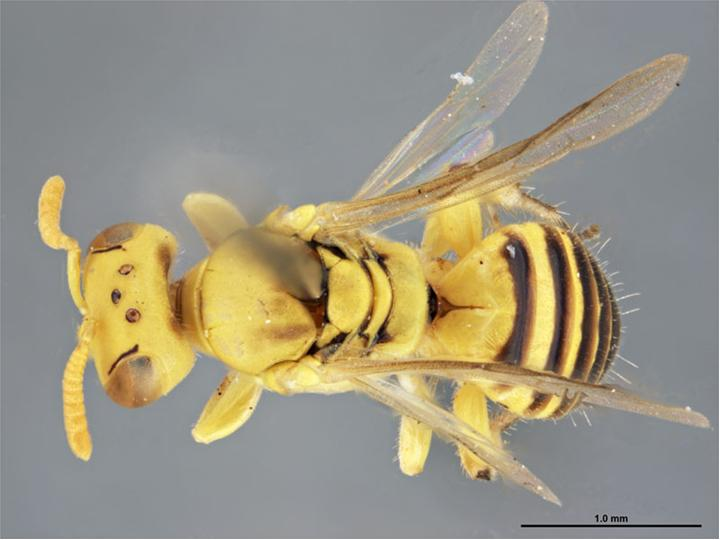